# Baldassare Longhena
Baldassare Longhena (* Venecija, 1598. -† Venecija, 18. veljače 1682.) je venecijanski barokni arhitekt i kipar. Najpoznatije djelo mu je zavjetna crkva Santa Maria della Salute, preko puta Trga svetog Marka.

## Životopis
Rođen je u Veneciji kao dijete kamenoresca. Školovao se i radio kod venecijanskog arhitekta a i graditelja Vincenza Scamozzija. Nakon njegove smrti Longhena je završio monumentalne Procuratie Nuove na Trgu sv. Marka, velike zgrade stanova i ureda za činovnike Mletačke Republike.
Njegov najpoznatiji rad je nevelika ali poput porculanske figure elegantno izvedena zavjetna crkva Santa Maria della Salute (Gospa od Zdravlja), koja se počela graditi 1631. u znak zahvalnosti Djevici Mariji za oslobođenje grada od kuge. Ova centralno koncipirana crkva s visokom kupolom na poluotoku između Canala Grande i otoka Zattere je danas jedna od najpoznatijih znamenitosti Venecije. Santa Maria della Salute, simbolički stoji na glavnom ulazu u Canal Grande, poput nekadašnjih rimskih slavoluka. Oblik crkve je kasnije je bio uzor za izgradnju mnogih kasnijih crkava i katedrala širom svijeta. Izgradnja bazilike Santa Maria della Salute trajala je više od pola stoljeća, crkva je posvećena 1687. godine, pet godina nakon smrti svog autora.
Jedan od njegovih najvećih projekata bila je Katedrala u Chioggi, koju je projektirao između 1624. – 1647., te podigao do 1663.
Nakon katedrale projektirao je dvije elegantne palače na Canal Grande u Veneciji, Ca 'Rezzonico i Ca' Pesaro. Obje su dovršene tek nakon njegove smrti. Longhena je projektirao i podigao mnoge druge crkve u Veneciji, najpoznatije od njih su Chiesa dell'Ospedaletto i Chiesa Santa Maria degli Scalzi (sagrađena između 1656. i 1680.), pročelje potonje crkve je projektirao Giuseppe Sardi.
Njegovi učenici i suradnici, a potom i sljedbenici bili su: Giuseppe Sardi (1630. – 1699.), Bernardo Falconi, Bissone i Antonio Gaspari (1670. – 1738.).

## Djela
- Katedrala u Chioggi (Duomo di Chioggia) 1633., na mjestu starije izgorjele u požaru 1623.
- Procuratie Nuove, Venecija, nedovršeni projekt Vincenza Scamozzija, dovršio je Longhena oko (1640.)
- Stubište knjižnice San Giorgio Maggiore, Venecija (1641. – 1646.)
- Palača Belloni Battagia, Venecija (1648. – 1660.)
- Kapela Vendramin u crkvi San Pietro di Castello, Venecija (1649.)
- Chiesa degli Scalzi (Santa Maria di Nazareth), Venecija (1656. – 1663.)
- Ca' Pesaro, Venezia (1659-1682. dovršio Antonio Gaspari 1710.)
- Palača Zane Collalto, Venecija, dovršio Antonio Gaspari  (1665.)
- Chiesa dell'Ospedaletto (San Giovanni e Paolo), Venecija (1667. – 1678.)
- Ca' Rezzonico, Venecija (1667-1682.), dovršio Giorgio Massari (1756.)
- Vila Paccagnella, Conegliano (1679.)
- Vila Angarano, Bassano del Grappa (druga polovica XVII st.), dovršetak središnjeg dijela, na osnovu projekta Palladia iz XVI st.)
- Vila Lippomano, San Vendemiano (druga polovica XVII st.)

## Galerija slika
- Chiesa degli Scalzi na Canalu Grande
- Ca' Pesaro na Canalu Grande
- Ca' Rezzonico na Canalu Grande
- Palazzo Zane Collalto
- Gornji dio zvonika crkve Santa Maria del Soccorso, Rovigo
- Villa Angarano (središnji dio), Bassano

## Vanjske poveznice
- El Poder de la Palabra: Baldassare Longhena